# Hrehory Drucki Horski
Hrehory Drucki Horski herbu Druck (zm. w 1659 roku) – wojewoda mścislawski w 1650 roku, starosta orszański w 1635 roku, dworzanin królewski w 1631 roku.
Podpisał elekcję Jana II Kazimierza Wazy z powiatem orszańskim.
Familia jego wygasła w XVII wieku.